# براندون إيتون
براندون إيتون (بالإنجليزية: Brandon Eaton)‏ (31 أكتوبر 1994 في الولايات المتحدة - ) هو لاعب كرة قدم أمريكي في مركز الوسط. لعب مع Virginia Tech Hokies ‏.

## وصلات خارجية
- براندون إيتون على موقع إي إس بي إن إف سي (الإنجليزية)
- براندون إيتون على موقع قاعدة بيانات كرة القدم.إي يو (الإنجليزية)